# Вести. Дежурная часть
«Ве́сти. Дежу́рная часть» — информационная телепрограмма и правовая криминальная хроника, посвящённая правовым и криминальным новостям. Продолжительное время, с 15 сентября 1997 по 19 августа 2016 года, выходила на телеканале «Россия» (затем — «Россия-1»). С 22 августа 2016 года транслируется на телеканале «Россия-24».

## История
Первым руководителем программы был ведущий и корреспондент передачи схожего жанра «Криминал» на НТВ — Юрий Шалимов, вторым — корреспондент «Криминала» и «Чистосердечного признания» на НТВ и военный корреспондент «Вестей» Андрей Медведев, третьим — ведущий программы «Честный детектив» Эдуард Петров.
Самый первый выпуск 1 июля 2002 года провёл Денис Яковлев. До осени передачу вёл только он один. Второй ведущей программы стала Татьяна Петрова, третьим — Андрей Литвинов, ненадолго — Алексей Логинов и Максим Вахрушев, которых в 2006 году сменил Яков Шуйгин. Первыми шеф-редакторами передачи были Ильяс Васипов и Татьяна Молева.
Изначально программа выходила в каждый будний день один раз — по утрам в 8:30 (с 26 августа — в 10:45/10:50). 11 ноября был добавлен второй выпуск (16:45); 13 января 2003 года, одновременно с перемещением программы «Спокойной ночи, малыши!» на 20:45/20:50, — третий (19:45/19:50); 11 августа — четвёртый (0:10/0:15). Она чаще всего транслировалась перед программой «Вести»: первый выходил утром, последний — в период с 4 до 5 часов утра, перед рестартом эфира канала (с 18 марта 2003 года, первое время после запуска ночного вещания телеканала «Россия» — в перерыве между ретрансляциями блоков «Euronews», реже — предваряя их).
2 декабря 2002 года выпуск в 16:45 был перенесён на 17:20 (перекрываясь региональными блоками программ филиалов ВГТРК), 11 августа 2003 года — на 16:25/16:30.
С 2004 года также выходят региональные версии программы, производимые местными филиалами ВГТРК в Великом Новгороде, Владивостоке, Владимире, Вологде, Екатеринбурге, Иркутске, Калининграде, Краснодаре, Новосибирске, Омске, Оренбурге, Орле, Самаре, Саратове, Тамбове, Уфе и других.
С 1 апреля 2006 по 8 ноября 2014 года по субботам в 19:00 (с 9 сентября 2006 года — в 18:00, с 4 марта 2007 года — по воскресеньям — в зависимости от дня выхода программы «Честный детектив», шедшей после неё) выходил итоговый выпуск.
19 декабря 2011 года на городском информационном телеканале «Москва 24» этим же коллективом была выпущена криминальная программа «Московский патруль». Корреспонденты периодически готовят сюжеты для других информационных программ ВГТРК.
С 27 ноября 2013 по 20 декабря 2014 года также периодически выходило приложение «Спецрасследование», представлявшее собой расширенную версию репортажа о крупном чрезвычайном происшествии. По окончании демонстрировались титры с указанием всей съёмочной группы. В таком формате вышло 8 программ: первая — ночью в 2:20, остальные — в 11:20—11:55.
С 5 ноября 2014 по 19 августа 2016 года программа выходила только с одним выпуском в день — в 14:50.
С 26 апреля 2016 года программа стала выходить в качестве HD вместо SD.
С 22 августа 2016 года программа и её местные версии стали транслироваться по будням в 17:30 (повтор — в 4:30) на телеканале «Россия-24». В случае освещения срочных событий или прямых включений время выхода будничных выпусков может смещаться на 1—2 часа. С 24 сентября по субботам в 18:30 вновь выходит итоговый выпуск, а 12 декабря добавился получасовой выпуск по будням в 21:30.
23 марта 2020 года время выхода второго выпуска было перенесено на час позже — в 18:30. С 26 марта по 11 мая этого же года, в связи с пандемией коронавируса, ведущие программы, как и всего эфира телеканала «Россия-24», проводили эфиры не в студии ВГТРК, а в домашней обстановке.
Похожая передача под таким же названием, но без приставки «Вести» выходила с 17 февраля 1997 по 28 июня 2002 года, но производилась объединённой редакцией МВД Российской Федерации и ЗАО «Телепроект».

## Ведущие
- Татьяна Петрова (с 2002 года), ранее — ведущая на радиостанции «Новости on-line».
- Максим Мовчан (с 2015 года)
- Дмитрий Смирнов (с 2015 года)
- Андрей Ивлев (с 2021 года), ранее — ведущий программ «Вести Оренбуржья» (ГТРК «Оренбург»), «Наше время» («Регион») и «Новости Подмосковья» («Подмосковье»), а также корреспондент «Пятого канала».
- Александр Астахов (с 2024 года), также работает на телеканале «Москва 24» ведущим программы «Безопасный город» (раньше — «Московский патруль»).

## Ведущие прошлых лет
- Олег Аксёнов (1997—2001), позже работал на спортивном канале «7ТВ».
- Ольга Маяцкая (1997—2001)
- Наталья Минаева (1997—2001)
- Владимир Шуркин (2001—2002)
- Денис Яковлев (2002—2004), ранее — собственный корреспондент программы «Вести» на Ближнем Востоке, позже — ведущий программы «Вести-Москва».
- Юрий Шалимов (2002—2004), в настоящее время — генеральный директор «Пятого канала».
- Андрей Литвинов (2004—2007), позже — корреспондент телеканала «Звезда», в 2009 году вернулся на канал «Россия» в качестве ведущего программы «Вести» для Дальнего Востока[12].
- Алексей Логинов (2005—2006), позже — ведущий программы «Вести-Москва», потом перешёл на каналы «ТВ Центр», «Звезда» и «Вместе-РФ».
- Яков Шуйгин (2005—2015), до 2020 года — шеф-редактор.
- Максим Вахрушев (2006), перешёл на «Пятый канал» и телеканал «78».
- Алексей Рафаенко (2006—2007), в настоящее время — ведущий и корреспондент телеканала «Звезда», ведущий программы «Часовой» на «Первом канале»[13].
- Николай Долгачёв (2006—2007), ранее и также — корреспондент, в 2016—2018 годах — директор ГТРК «Калининград», в 2018—2022 годах — директор ГТРК «Таврида», в марте 2007 года и с февраля 2015 по июнь 2016 года — ведущий программы «Вести» для Центральной России, с августа по октябрь 2008 года — для Дальнего Востока, в настоящее время — корреспондент ВГТРК[14].
- Денис Чередов (2006—2013), позже — корреспондент «Пятого канала», сейчас работает на RTVi.
- Ирина Волк (2007)
- Павел Брыкин (2008—2020)
- Денис Полунчуков (2011—2016), с 26 октября 2015 года — ведущий программы «Вести» для Дальнего Востока, с 22 августа 2016 года — для Центральной России.
- Илья Кошлюнов (2013)
- Виталий Кармазин (2014—2019)
- Алексей Целищев (2022—2023)

## Награды
- 2003 — V Международный фестиваль детективных фильмов и телепрограмм правоохранительной тематики «Закон и общество». Программа стала победителем в номинации «„Криминальный репортаж“ (информационная телепрограмма, репортаж с места событий)»[15][16][17].
- 2007 — Конкурс «За лучшее произведение в области профилактики наркомании» среди центральных (общероссийских) электронных средств массовой информации, проводимый ежегодно ФСКН России в рамках федеральной целевой программы «Комплексные меры противодействия злоупотреблению наркотиками и их незаконному обороту на 2005—2009 годы». Творческий коллектив телепрограммы в этом конкурсе получил вторую премию за серию репортажей, посвящённых проблеме наркомании[18].
- 2010 — Всероссийский фестиваль телевизионных и радиопрограмм военно-патриотической тематики, посвящённый 65-летию Победы в Великой Отечественной войне («Щит России» — 2010). Диплом фестиваля и специальный приз Министерства общественной безопасности Пермского края «За разработку темы, посвящённой деятельности правоохранительных органов», получила программа «Вести. Дежурная часть — Калининград»[19].
- 2010 — XII Международный фестиваль детективных фильмов и телепрограмм правоохранительной тематики «DetectiveFEST» («Закон и общество»). Программа «Вести. Дежурная часть — Калининград» — дипломант в номинации «„Преступление и наказание“ (автор) — о борьбе с различными видами преступлений»[20].